# 입사 (사격)
입사(立射, standing)는 사격 자세의 일종으로, 두 발로 선 채로 팔과 몸통을 이용해 총을 지지하여 사격하는 자세이다. ‘서서 쏴’라고도 부른다.

## 국제식 사격에서의 입사
소총 사격의 다른 두 자세인 복사 자세와 슬사 자세에 비해 무게 중심이 높게 위치하고, 지면에 접촉하는 신체 부위도 두 발 뿐으로 접촉면적이 좁기 때문에 가장 불안정한 사격 자세이다. 따라서 이는 가장 난이도가 높은 사격 자세라 할 수 있으며, 그렇기 때문에 3자세 경기의 성패를 가름하는 것이 이 자세에서의 점수라 할 수 있다. 또한 3자세 경기의 결선 경기도 입사 자세로 사격하게 된다.
입사 자세에서 중요한 것은 근육이 아닌 골격으로서 총을 지지해야 한다는 점이다. 근육의 힘을 이용해서 총을 지지할 경우 근육에 직접적인 피로를 주게 되고 그로 인한 근육의 떨림은 총의 떨림으로 이어지기 때문이다.
10m 공기소총 종목의 경우 입사 자세로만 치러지며, 50m 소총과 300m 소총의 3자세 경기에 입사 종목이 포함되어 있으며, 50m 소총 3자세 경기의 결선 경기에서도 입사 자세로 사격한다.